# 小行星6777
小行星6777（6777 Balakirev）是一颗绕太阳运转的小行星，为主小行星带小行星。该小行星于1989年9月26日发现。

## 轨道参数
小行星6777的轨道半长轴为3.1774871 UA，离心率为0.223。